# 首鋼集団

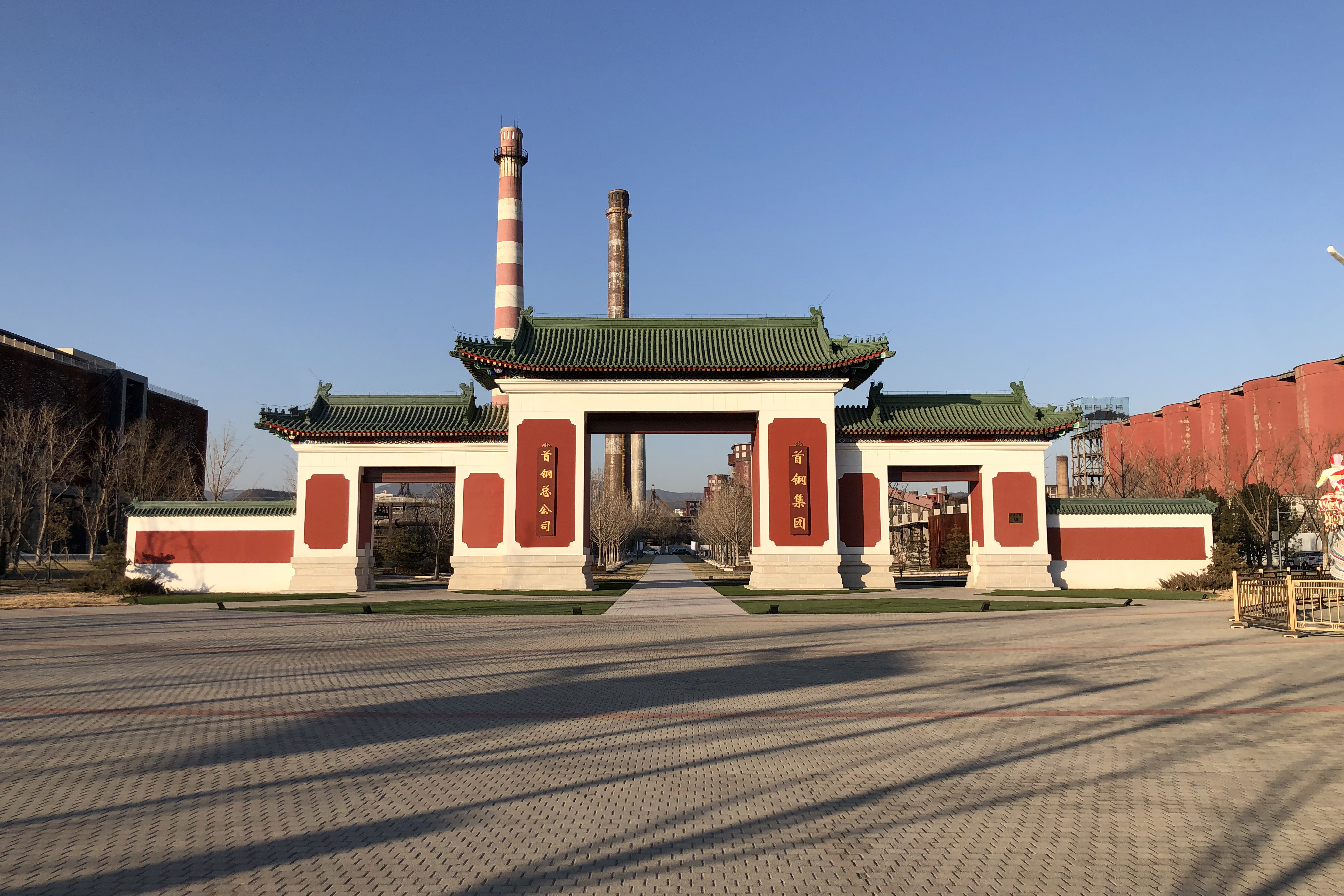
元廠東門

首鋼集団（首都鋼鉄集団有限公司、英語:SHOUGANG GROUP、首钢集团）は、北京市石景山区に本社を置く中国の鉄鋼メーカーである。
2007年の粗鋼生産は約1290万トンで、中国国内では7位で、世界23位。
1919年に北京市で「石景山鋼鉄廠」の名で設立され、1966年に首都鋼鉄公司と改称された。
首鋼集団の子会社である北京首都鋼鉄股份有限公司は1999年に成立し、2005年に深圳証券取引所に上場した。香港証券取引所にはグループ企業のうち4社が上場している。
2022年北京オリンピックで、北京市石景山区にあった首鋼の工場跡地が主要会場の一つとして整備された。